# Poko
Poko é uma série de desenho animado stop-animation estadunidense-canadense criada por Jeff Rosen (o mesmo criador dos Mecanimais), sendo produzida pela Halifax Film, a Salter Street Films e a Alliance Atlantis em associação com a Decode Entertainment e a Discovery Kids Original Production. Sua estreia ocorreu às 10:30 em 21 de agosto de 2004 na TLC dentro do bloco “Ready Set Learn” nos Estados Unidos.
A série de animação stop-motion é focada na vida de Poko, um garotinho de 6 anos com poderes mágicos que vive muitas aventuras junto de seu cachorro de estimação Minus e seu macaco de pelúcia Sr. Murphy encarando vários problemas em sua vida.
No Brasil a série foi exibida pela Discovery Kids (em canal fechado) e também foi exibida pela TV Brasil, e posteriormente pela Rede Aparecida (em canal aberto) através do Clubti. A narração no Brasil foi de Dinho Ouro Preto, vocalista da banda de rock brasileira, Capital Inicial.

## Personagens
- Poko um menino de 6 anos que mora em sua casa com seu cachorro de estimação Minus e seu macaco de pelúcia Sr. Murphy onde ele sempre brinca com seus amigos. Poko possui poderes mágicos capaz de desenhar objetos no ar apenas traçando seu dedo toda vez que ele diz "Poko pippity pop!". Poko muitas vezes passa por problemas em sua vida que sempre o deixam triste ou com raiva, mas ele sempre se anima seja abraçando o Sr. Murphy, fazendo exercícios ou tocando sua tuba.

- Minus é cão de estimação de Poko. Ele é muito bobo e brincalhão. Apesar de ser um cachorro Minus muitas vezes age feito uma pessoa humana seja andando nas suas patas traseiras, dançando e até mesmo jogando futebol. Ele tem a capacidade de apagar os objetos desenhandos por Poko com seu nariz. Muitas vezes a igenuidade de Minus acaba irritando sem querer o Poko, mas eles são grandes amigos. Muitas vezes Minus faz Poko rir com suas trapalhadas sempre sendo chamado de "Minus Bobo!" por Poko quando o vê fazendo isso.

- Sr. Murphy é o macaco de pelúcia de Poko. Sempre que o Poko está triste ele sempre o abraça para se sentir melhor. Ele é frequentemente visto em poses diferentes a cada cena seja tampando os olhos ou a boca embora ele nunca seja visto se movendo.

- Bibi uma menina de 7 anos amiga de Poko. Ele só aparece episódios depois na série junto de sua ovelha de pelúcia Lambert. Assim como Poko ela possui poderes mágicos capaz de transformar as figurinhas de seu caderno em coisas reais simplesmente as assoprando toda vez que ela diz "Bibi bibbity pop!". Do mesmo jeito que Poko, Bibi também enfrenta problemas em sua vida.

- Lambert é a ovelha de pelúcia da Bibi. É sempre colocada perto do Sr. Murphy e aparentemente também é capaz de ser vista em poses diferentes a cada cena.

## Estrutura do Programa
- Abertura

- Poko Acordando - Cada episódio sempre começa com Poko acordando em sua manhã, que geralmente Minus acorda antes dele e faz uma trapalhada ao tentar tirar o Sr. Murphy dos braços dele.

- Episódios - Durante o programa é exibido dois episódios da série, um dentro de casa e outro no quintal do Poko.

- Vinhetas - A cada sequência de episódio é exibido uma vinheta onde Poko, Minus e Sr. Murphy aparecem fazendo uma brincadeira.

- Poderoso Murphy - Entre cada episódio é sempre exibido um episódio do Poderoso Murphy, um versão super-herói do Sr. Murphy feita em animação 2D da qual o Sr. Murphy é um bebê que sempre se transforma no Poderoso Murphy quando quer sair voando em busca do que ele quer.

- Despedida - Logo no final Poko, Minus e Sr. Murphy aparecem sentados em uma rede e Poko começa a desenhar bolhas de sabão da qual cada um assopra pro alto (exceto Sr. Murphy que por ser um brinquedo tem a sua bolha assoprada por Poko e Minus juntos) e elas se juntam formando um coração.

## Curiosidades
- Teve apenas um episódio em que a brincadeira de Poko teve Lambert e Sr. Murphy como os personagens principais: no episódio em que Poko e Bibi viraram fadas.
- A casa e os pais de Bibi nunca foram revelados.
- Na 1°Temporada,no início de cada episódio, Minus sempre tromba com alguma coisa: ou com a mesa, ou com os blocos ou com o armário.
- Os pais de Poko nunca foram revelados